# Pathé Cordeliers
Le Pathé Cordeliers, d'abord appelé Scala-Bouffes puis UGC Scala, Les 7 Nefs et Les 8 Nefs, était un cinéma situé au no 20 rue Thomassin, dans le 2e arrondissement de Lyon, en France. Avant sa fermeture définitive le 28 février 2016, il était constitué de sept salles et pouvait accueillir 1 050 spectateurs.

## Historique
Le lieu est à l'origine, depuis 1879, un cabaret-théâtre, le Scala-Bouffes. L'établissement commence ses activités cinématographiques en 1906. Il est entièrement affecté à la projection de films un peu avant le début de la Seconde Guerre mondiale.
Après la guerre, le lieu est rénové par l’architecte-décorateur Georges Peynet. À partir de 1974, la chaîne de cinémas UGC exploite les salles ; le lieu prend alors le nom de « UGC Scala ». Il est racheté en 1985 par un indépendant, ferme provisoirement de 1985 à 1987, et rouvre sous le nom « Les 7 Nefs ». Il devient en 1994 « Les 8 Nefs » à la suite du rachat par le propriétaire de la salle de cinéma pornographique adjacente, « Le Paris », qui devient alors la huitième salle du complexe.
La chaîne de cinéma Pathé rachète le lieu en juillet 2006, le rénove et l'ouvre en 2008 sous le nouveau nom de Pathé Cordeliers. Le cinéma compte une salle en moins, la salle numéro 8 ayant été définitivement fermée.
Le cinéma ferme définitivement le 28 février 2016,.